# Serpente (Marvel Comics)
Il Serpente (Serpent), il cui vero nome è Cul Borson, è un personaggio dei fumetti Marvel Comics, ispirato ma assolutamente estraneo alla mitologia norrena, apparso per la prima volta su Fear Itself. È l'antagonista della storia e alla sua ascesa verso il potere è aiutato da otto Valorosi, mostri umanoidi ognuno avente un martello di potenza eguale a Mjolnir.

## Biografia del Personaggio

### Origini

#### Infanzia
Sebbene Odino si ricordi bene l'infanzia di Cul in quanto fratello, solo Loki finora è riuscito a capire come egli divenne il dio asgardiano della paura . Figlio di Bor e primogenito tra gli Aesir, venne un giorno catturato da dei giganti e fatto cadere rovinosamente. La caduta gli spezza le ossa delle gambe, ma sopravvive, mantenendo il controllo su tronco e braccia. Ricomponendo e saldando con una corda le ossa rotte, ritorna al calar della notte nell'accampamento degli Jǫtunn che lo avevano aggredito. Li uccide quasi tutti, perforandogli la gola con la sola forza della bocca, eccetto uno che svegliandosi trova una scritta fatta col sangue dei suoi stessi simili:
Il terrore che il testo suscitò al gigante permise al ragazzo di rinvigorirsi, abilità che lo renderà anche in futuro un dio estremamente potente.
Facendosi strada con le sue braccia raggiunge Asgard, dove viene curato e rifocillato.

#### Adolescenza, ascesa e caduta
Tra le prime imprese riesce a domare Sleipnir, ma il suo orgoglio e la sua vanità cominciano a preoccupare Odino, che decide di sacrificare un occhio a Yggdrasill per scoprire come riportarlo nella via del bene. Capisce, con le informazioni acquisite, di distruggere il suo regno ad Aesheim (la futura Terra), uccidendo migliaia di Aesir a lui fedeli. In quanto incapace di organizzare una resistenza a lungo termine, Cul chiama i suoi Valorosi (otto guerrieri benedetti dalla sua magia) e inserisce il loro spirito in otto martelli magici che poi disperde nello spazio. Non appena giunge Odino cerca di convincerlo a non interferire coi suoi piani, ma viene sconfitto e imprigionato sotto il mare, esattamente nel punto più profondo del pianeta: la Fossa delle Marianne.

### Fear Itself
Rinchiuso nella sua prigione eterna, Cul viene trovato da Mefisto, che pur di divertirsi al vedere i mortali terrorizzati, gli consiglia di evocare i martelli dei Valorosi pur di uscire dalla prigionia. L'asgardiano decide di mandare per primo il martello di Skadi, che viene trovato da Sin in Antartide. Ella diventa il primo avatar di Cul e lo libera dopo non molto, richiamando gli altri martelli dallo spazio. Il Serpente le spiega che solo la paura di diversi miliardi di persone può rinvigorirlo e necessita dei suoi sgherri nel farlo. In breve tempo entrano così in scena Kuurth, Nul, Greitoth, Skirn, Mokk, Nerkodd e Angrir. Mentre il mondo viene preso di sorpresa dall'assalto dei Valorosi, Cul assorbe la paura generata e raggiunto un certo livello, rigenera la propria struttura corporea e ridiventa la versione giovane di sé stesso, con un potere quasi superiore a quello di Odino. Fonda una nuova Asgard in Antartide, ma viene raggiunto da suo nipote Thor, che viene subito respinto.
Successivamente, si dirige a New York, dove viene accolto da Sin, ma incontra i Vendicatori, che spazza via in pochi attimi. Confrontandosi con Cap riesce a prendere il suo scudo e a frantumarlo in mille pezzi, per poi andare a Broxton, dove Bifrost lo avrebbe portato da Odino. In un momento privato con Sin la esorta a lottare nel suo nome anche dopo la sua morte, ammettendo che lei è stata la sua liberatrice. Raggiunge Yggdrasill ma un gruppo formato dai supereroi sopravvissuti tenta di provare il tutto per tutto a fermarlo. Thor, con l'armatura di suo padre e la spada Ragnarok, si unisce a loro e affronta lo zio in battaglia, che si trasforma in un gigantesco serpente, simile al Miðgarðsormr. Nel combattimento che segue entrambi si feriscono mortalmente e cadono proprio nel momento in cui tutti gli Aesir arrivano sulla Terra pronti a combattere; il cadavere viene in seguito raccolto da Odino, che lo porterà con sé ad Asgard per controllarlo fino alla fine dei tempi.

## Poteri e abilità
Cul ha tutti i requisiti di un asgardiano, come una resistenza innata a ferite e malattie, ma come fratello di Odino e figlio di Bor è un caso a parte, avendo già da ragazzino un morso abbastanza forte da tranciare la gola di alcuni Jǫtunn. Dopo aver ottenuto il potere di nutrirsi tramite il potere della paura, diventa pressoché onnipotente in quanto può assorbirla all'infinito. Odino stesso ammette che la sua presenza è come un tumore: solo asportando una parte sana (la popolazione sotto il suo terrore) si può distruggere il male portato da lui.
Il suo potere maligno è talmente grande da rendere estremamente invidiosi quasi tutti i demoni dell'Inferno tranne Mefisto; per fare un esempio Incubo, demone dei sogni, si ritrova senza cibo durante il risveglio dell'Aesir. Altri invece, come Cyttorak, giurano vendetta poiché ha trasgredito molti patti secolari; nel suo caso, il suo avatar fisico era stato impossessato da un Valoroso.
Come le mele di Iðunn che ringiovaniscono gli asgardiani una volta mangiate, la paura mantiene il corpo di Cul sano e forte: se privato, è condannato ad invecchiare e diventare estremamente vulnerabile. In piene forze riesce a fare ciò che in pochi sono riusciti a fare, come spezzare materiali super-densi con la sola forza delle mani, come la lega in vibranio dello scudo di Steve Rogers o sconfiggere decine di supereroi con un solo colpo del suo enorme martello. Similmente a Donald Blake, può tramutarlo in un bastone e viceversa a seconda del suo stato.